# Базель (футбольный клуб)
Футбольный клуб «Базель 1893» (нем. Fussball Club Basel 1893), широко известный как «Базель» (нем. Basel) — швейцарский футбольный клуб, базирующийся в одноимённом городе, в полукантоне Базель-Штадт. Основанный 15 ноября 1893 года, клуб стал 21-кратным чемпионом Швейцарии, 14-кратным победителем Швейцарского кубка и однажды победителем Кубка швейцарской лиги.
С 1999 года «Базель» выступает в европейских соревнованиях каждый сезон. Они квалифицировались в групповой этап Лиги чемпионов больше, чем любой другой швейцарский клуб, всего семь раз, и это единственный швейцарский клуб, который когда-либо напрямую попадал в групповой этап. В 2021 году они установили новый рекорд для швейцарской команды, набрав 14 очков в своей группе Лиги конференций.
С 2001 года клуб проводит домашние матчи на стадионе «Санкт-Якоб Парк», построенном на месте их предыдущего — стадиона «Санкт-Якоб». Их домашние цвета — красный и синий, что привело к прозвищу «Красно-синие» (нем. RotBlau).

## История

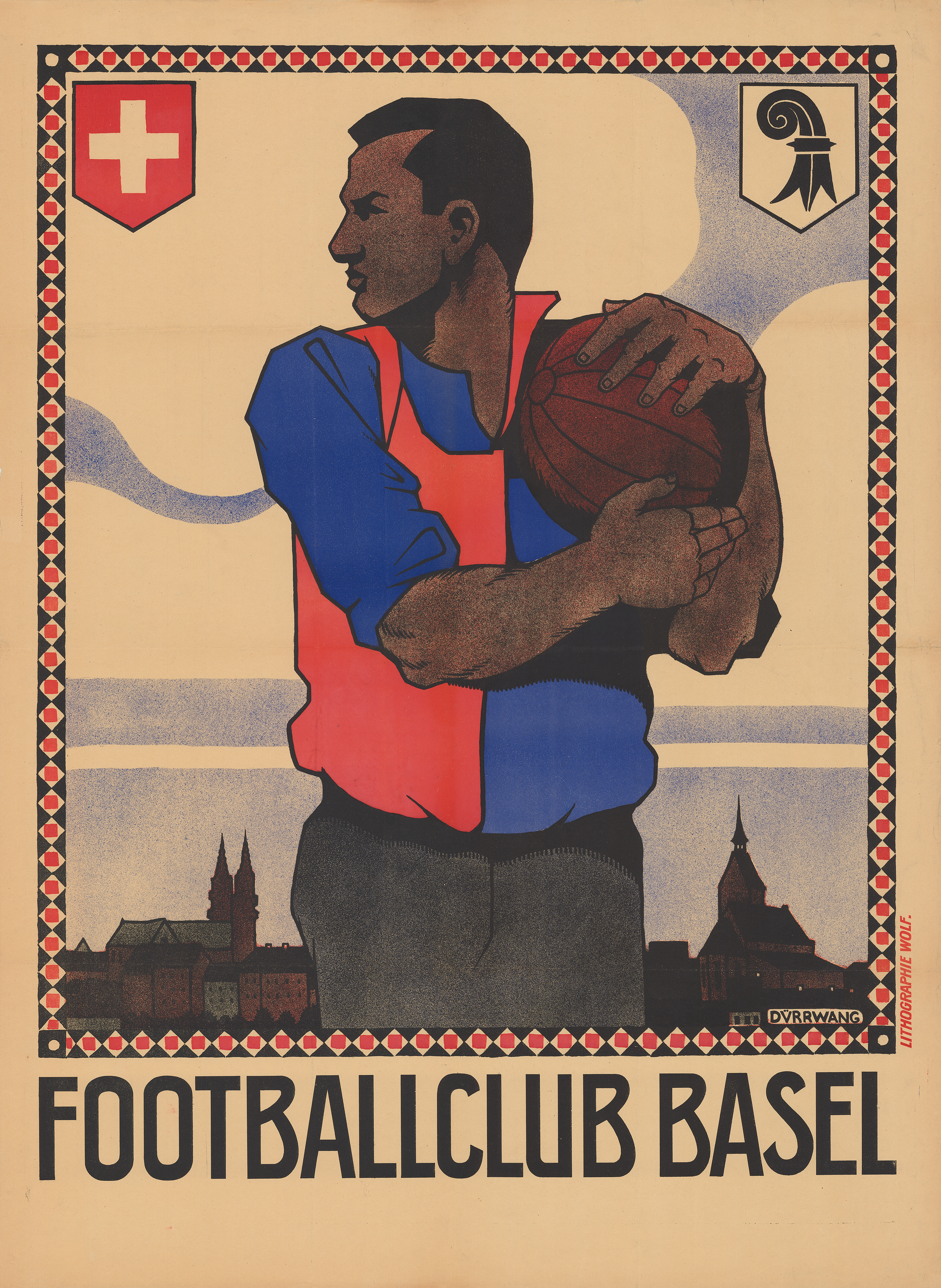
Плакат, разработанный Рудольфом Дюррвангом (1910 год)

### Основание
Базель был создан на основе объявления, размещенного Роландом Гельднером (нем. Roland Geldner) в национальной газете Баслер (нем. Basler) 12 ноября 1893 года. Он пригласил всех желающих присоединиться на встречу следующей среды в 8:15 в ресторане Шумахерн-Цунфт (нем. Schuhmachern-Zunft), для создания футбольной команды. На встречу пришло 11 человек, в основном из академического сообщества, которые и основали футбольный клуб «Базель» 15 ноября 1893 года.

### Члены-учредители
(Источник: документация к 50-летию клуба)
- Эмиль Абдергальден — был игроком первой команды в ранние годы, известным физиологом и руководителем института физиологии в университете Галле в Германии.
- Макс Борн — о личной жизни ничего неизвестно.
- Йози Эбингер — был долгое время игроком первой команды. Он занимал различные должности в клубе, в том числе должность председателя клуба с октября 1902 года по май 1903 года. Он также был вице-президентом Швейцарского футбольного союза в 1900 году.
- Макс Гельднер — сыграл как минимум в шести играх за первую команду, в первые два года существования клуба и оставался верным другом и покровителем Базеля ещё 50 лет.
- Роланд Гельднер — был первым президентом Базеля. Он был известной личностью в городе и футболистом в ранние годы. Выдающийся человек, он был душой клуба в его ранние годы.
- Вильгельм Глазер — носил красно-синие цвета как центрфорвард в течение многих лет, провёл не менее 14 матчей. Он все ещё следил с большим интересом за Базелем, даже через 50 лет после того, как играл в команде.
- Жан Гридер — был игроком первой и второй команд, провёл не менее одного матча за первую команду. Он был управляющим активов и обязательств и стал первым актуарием клуба. На протяжении многих лет он занимал высокие почётные должности в своём родном городе.
- Фердинанд Ислер — был профессором кантонской школы во Фрауэнфельде. Он был первым капитаном первой команды, провёл не менее 17 матчей в течение первых трёх сезонов клуба. Позже он стал актуарием клуба. Он был большим пропагандистом. Он писал брошюры о футбольной игре и перевел правила игры с английского языка на немецкий язык. Был одним из первых спортивных журналистов.
- Вильгельм Осер — был фармацевтом по профессии. Его жизнерадостный, живой характер был высоко оценен в клубе. Он был усердным пионером футбольного движения.
- Фриц Шойблин — был высокоуважаемым ректором гуманитарной грамматической школы в Базеле на протяжении многих лет. Своими отличными способностями он служил клубу на протяжении многих лет в различных должностях. Провёл четыре матча в первых двух сезонах клуба. Он был основателем отдела тенниса.
- Люсьен Шмолл — о личной жизни ничего неизвестно.
- Ричард Штруб — был тихим и преданным членом клуба. О его личной жизни очень мало что известно.
- Джон Толлман — был опытным вратарем и сыграл как минимум 23 матча в течение первых пяти лет клуба. Первый секретарь-казначей швейцарского футбольного союза. Личность с очень особенным характером. Вместе с Роландом Гельднером он был движущей силой клуба в его ранние годы.
- Чарли Вольдерауэр — был отличным защитником и сыграл как минимум 33 матча. Он был президентом с декабря 1896 года по декабрь 1899 года. Он организовал первые игры в Швейцарии против английских профессиональных команд: «Ньюкасл Юнайтед» и «Селтик».

Футбольный клуб Базель 1893 имеет долгую и знаменитую историю, охватывающую период с 1893 года по настоящее время. Большую часть этого времени Базель играл на высшем уровне футбола в Швейцарии и в настоящее время выступает в Швейцарской Суперлиге. Клуб был основан 15 ноября 1893 года. Сначала клуб играл свои домашние матчи на стадионе «Ландхоф» (нем. Landhof). В середине 1960-х Базель начал играть на стадионе «Санкт-Якоб», который был снесен в 1998 году. Во время строительства нового стадиона между 1998 и 2001 годами стадион «Шютценматте» (нем. Schützenmatte) был временным домашним стадионом клуба. С 2001 года Базель играет домашние матчи на стадионе «Санкт-Якоб Парк», который в настоящее время является крупнейшим стадионом в Швейцарии.

### Периоды клуба
- Первый период с 1918 по 1939 год посвящён основанию клуба, его ранним годам, созданию швейцарского футбольного союза (ASF—SFV), первым чемпионатам лиги и периоду до и во время Первой мировой войны.
- Второй период с 1918 по 1939 год посвящён периоду между двумя мировыми войнами и введению Швейцарского кубка. «Базель» не имел большого успеха в начале своей футбольной истории; им потребовалось 40 лет, чтобы выиграть свой первый трофей — кубок в 1933 году, когда они победили главного соперника и действующего чемпиона «Грассхоппер» в финале.
- Третий период с 1939 по 1965 год начинается с вылета команды, неудачной попытки повышения, но вскоре они все же смогли продвинуться, затем последовало понижение, ещё одно продвижение и второй выигранный кубок. Затем период председательства Жюль Дублина (нем. Jules Düblin), первый чемпионский титул и третью победу в кубке.
- Четвёртый период с 1965 по 2000 год под названием «Восхождение и падение» охватывает эпоху Хельмута Бентхауса, семь чемпионских титулов в домашнем чемпионате, последующий спад, вылет из высшей лиги, шесть сезонов второго дивизиона и долгожданное возвращение в высшую лигу.
- Пятый период с 2000 года посвящён финансовой поддержке, оказанной клубу в то время, переезду на новый стадион «Санкт-Якоб Парк», возвращению успеха и развитию с этого периода времени.

### Краткая история
«Базель» был лидером швейцарского футбола с конца 1960-х по конец 1970-х годов, выиграв за это время семь чемпионских титулов (в эти годы лидером «Базеля» был атакующий полузащитник сборной Швейцарии Карл Одерматт, с которым команда выиграла пять чемпионатов). В сезоне 1973/74 «Базелю» удалось дойти до четвертьфинала Кубка европейских чемпионов, где швейцарцы в драматичном противостоянии уступили шотландскому «Селтику» со счётом 5:6 по итогам двух матчей.
С начала 1980-х клуб на 20 лет «ушёл в тень» — на протяжении более чем 20 лет «красно-синим» не удавалось выиграть ни чемпионат (с 1981 по 2000 год клуб даже ни разу не выигрывал медали), ни кубок страны, несколько сезонов подряд «Базель» играл во втором швейцарском дивизионе. Новый подъём начался в 2000-х: в 2002 году клуб сделал «золотой дубль» (победа в чемпионате и кубке), после чего в 2000-х годах выиграл ещё четыре чемпионских титула и четыре кубка. В 2008 и 2010 годах «красно-синим» вновь удавалось сделать «золотой дубль».
В сезоне 2005/06 «Базель» добрался до четвертьфинала Кубка УЕФА, переиграв в 1/16 и 1/8 финала два французских клуба — «Монако» и «Страсбур». В четвертьфинале швейцарцы встретились с английским «Мидлсбро». В первом матче «Базель» выиграл дома 2:0, а в ответном открыл счёт на 23-й минуте. Однако «Мидлсбро» до перерыва сравнял счёт, а затем во втором тайме забил ещё дважды. К 90-й минуте счёт по сумме двух матчей был 3:3, и по правилам гостевого гола дальше проходил «Базель», но уже в компенсированное российским арбитром Юрием Баскаковым время Массимо Маккароне забил четвёртый мяч в ворота «Базеля» и вывел английский клуб в полуфинал. В дальнейшем «Мидлсбро» добрался до финала, где был разгромлен «Севильей».

## Болельщики

### Фанаты

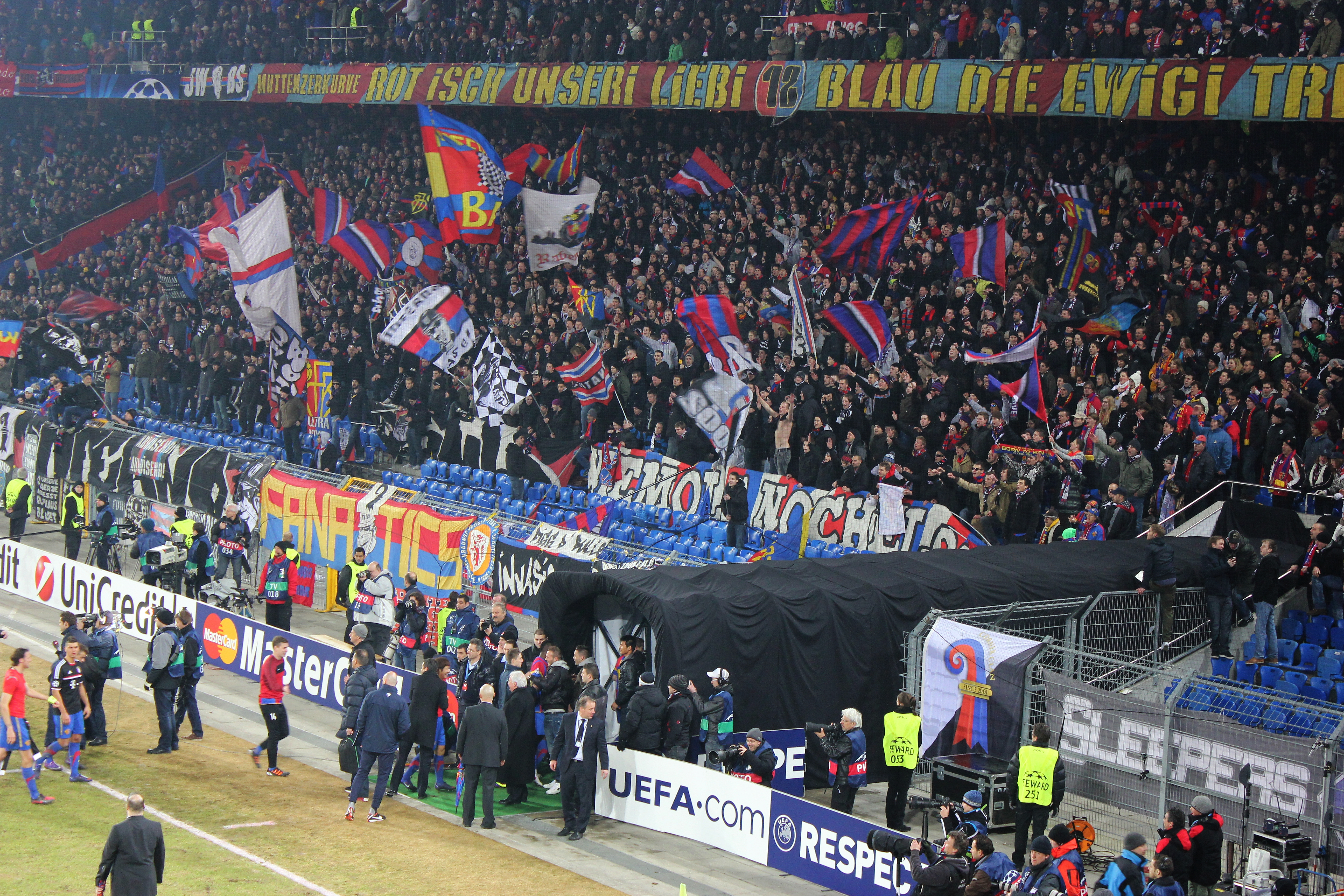
Болельщики ФК «Базель» на матче Лиги чемпионов УЕФА 2011/12 против мюнхенской «Баварии» на Санкт-Якоб Парке

«Базель» известен благодаря своей большой и преданной местной аудитории. Когда проводятся опросы о самых страстных фанатах клубного футбола, фанаты «Базеля» обычно попадают в топ-200, если не в топ-100 в мире, что приводит к тому, что средний посещаемость в Швейцарии является самой высокой, и около 30 000 болельщиков посещают каждую домашнюю игру. Фанаты также зарекомендовали себя во многих международных матчах в последние[какие?] годы. Легендарный теннисист Роджер Федерер является одним из самых известных фанатов клуба.
В ноябре 2010 года фанаты клуба «Базель» прервали матча против «Люцерна», выбросив на поле сотни теннисных мячей. Это было сделано в знак протеста против изменения времени начала матча, чтобы уступить место трансляции теннисного турнира на телевидении.

### Соперничество
Города Базель и Цюрих имеют давнюю вражду, поэтому наиболее традиционными и яростными соперниками являются «Грассхоппер» и «Цюрих». В последние[какие?] сезоны вражда между «Цюрихом» и «Базелем» была разжигаема минимальными победами «Цюриха» в чемпионате над «Базелем». Болельщики с обеих сторон создавали проблемы в последние годы, самый тяжёлый инцидент произошел в мае 2006 года. Базель выиграл чемпионат в 2003/04 и 2004/05 и собирался сделать это в третий раз, если бы выиграл или сыграл вничью против «Цюриха» дома в последний день сезона 2005/06. «Цюрих» вышел вперёд после позднего гола Юлиана Филипеску и, соответственно, выиграл матч и чемпионат. После финального свистка игроки и фанаты обеих команд начали драку на поле и в трибунах.

## Стадион

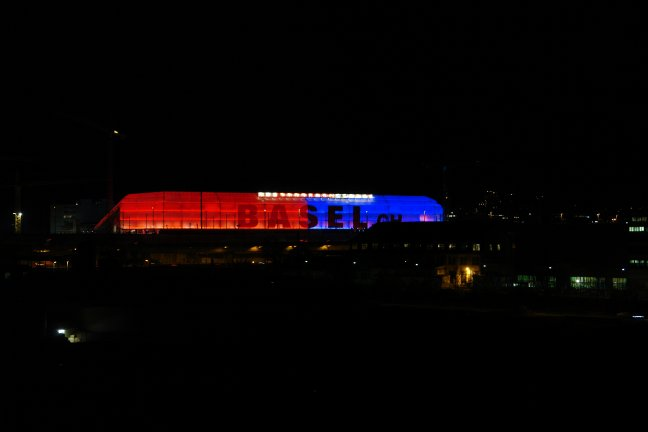
Вид на стадион ночью

ФК «Базель» проводит свои домашние матчи на стадионе «Санкт-Якоб Парк» вместимостью 38 500 человек.
УЕФА присвоила стадиону 4-й рейтинг, самый высокий рейтинг, который может быть присвоен стадиону такой вместимости. «Санкт-Якоб Парк» был открыт в 2001 году и изначально имел максимальную вместимость в 33 433 места. Стадион был расширен с помощью новой трибуны (сектор G) и увеличен до 42 500 мест в связи с тем, что Швейцария была страной-хозяйкой чемпионата Европы по футболу 2008 года. После Евро-2008 было удалено некоторое количество мест, чтобы увеличить расстояние между ними, и вместимость стадиона была снижена до 38 500 мест. Фанаты называют стадион «Йоггели» (нем. Joggeli), в нём есть два ресторана — Restaurant UNO и Hattrick’s Sports Bar, а также торговый центр, который был открыт 1 ноября 2001 года. На стадионе также есть парковка на 680 машин и собственная железнодорожная станция. «Санкт-Якоб Парк» принимал шесть матчей во время Евро-2008, в том числе матч открытия между Швейцарией и Чехией и полуфинал между Германией и Турцией. Особенность стадиона — это прозрачный внешний слой, который может быть подсвечен разными цветами для создания впечатляющих эффектов; этот эффект был скопирован три года спустя но новом стадионе «Альянц Арена» «Баварии» Мюнхен.
До того, как был построен «Санкт-Якоб Парк», «Базель» играл свои домашние матчи на стадионе «Ландхоф» (нем. Landhof) (в районе Кляйнбазель) и, после чемпионата мира 1954 года, на только что построенном стадионе «Санкт-Якоб», который находился на том же месте, что и стадион «Санкт-Якоб Парк». Во время строительства «Санкт-Якоб Парка» домашние матчи «Базеля» проводились на стадионе «Шютценматте» (нем. Schützenmatte).
В 2016 году на «Санкт-Якоб Парк» был сыгран финал Лиги Европы УЕФА.

## Аффилированные клубы
- «Конкордия Базель» — является фарм-клубом «Базеля». В сезоне 2022/23 играет в 1-й лиге[13]. Многие молодые игроки «Базеля», такие как Патрик Бауманн, Бег Ферати и Симоне Гриппо, проводили свои аренды там. Базель также подписал несколько игроков из «Конкордии», таких как Луис Крейтон и Мурат Якин. Мирослав Кёниг, Рикардо Мейли, Андре Муфф и Доминик Риттер — это лишь некоторые игроки «Конкордии», которые перешли в «Базель».
- «Ченнаи Сити» — «Базель» владеет 26 % акций этого клуба.

## Цвета и логотип
Традиционная форма ФК «Базель» — красно-синие футболки, синие шорты с золотыми вставками и синие гетры с золотыми вставками. Отсюда и их прозвище — «RotBlau», то есть «красно-синие». Выездная форма — белые футболки с красно-синей полоской поперёк, белые шорты и гетры. Именно у «Базеля» позаимствовал свои легендарные сине-гранатовые цвета футбольный клуб «Барселона»: основатель «Барселоны» иммигрант из Швейцарии Жоан Гампер в молодости был капитаном «Базеля». Аббревиатуры названий клубов также совпадают — FCB.
Логотип ФК «Базель» представляет собой щит, левая сторона которого красная, а правая — синяя. Щит обведен золотой каймой, и в центре золотыми буквами написано FCB, что означает Fussball Club Basel (Футбольный клуб «Базель»). Логотип помещен в центре футболок футболистов, на уровне груди.

### Форма

#### Домашняя
| 2014/15 | 2015/16 | 2017/18 | 2018/19 | 2019/20 | 2020/21 | 2022/23 | 2023/24 | 2024/25 |

#### Гостевая
| 2014/15 | 2016/17 | 2018/19 | 2019/20 | 2020/21 | 2022/23 | 2023/24 | 2024/25 |

#### Резервная
| 2019/20 | 2021/22 | 2022/23 | 2023/24 | 2024/25 |

Источники:,

## Рекорды
- Самая высокая стадия, достигнутая в Лиге Европы: Полуфинал (2012/2013)
- Самая высокая стадия, достигнутая в Лиге чемпионов (3): 1/8 финала (2011/2012, 2014/2015, 2017/2018)
- Крупнейшая европейская домашняя победа: «Базель» 7:0 Фольгоре/Фальчано (24.08.2000, Кубок УЕФА, второй раунд отборочного этапа)
- Крупнейшая европейская победа в гостях: «Фрам» 0:5 «Базель» (18.09.1973, Кубок чемпионов, Первый раунд отборочного этапа)
- Крупнейшее европейское домашнее поражение: «Базель» 0:5 «Барселона» (22.10.2008, Лига чемпионов УЕФА)
- Крупнейшее европейское гостевое поражение: «Бавария» 7:0 «Базель» (13.03.2012, Лига чемпионов УЕФА, 1/8 финала)
- Больше всего игр: Массимо Чеккарони (398)
- Больше всего голов: Йозеф Хюги (244)
- Рекордная без проигрышная домашняя серия: 59 игр (февраль 2003 — май 2006)[источник не указан 846 дней]

## Достижения

### Национальные
- Чемпион Швейцарии (21): 1952/53, 1966/67, 1968/69, 1969/70, 1971/72, 1972/73,1976/77,1979/80, 2001/02, 2003/04, 2004/05, 2007/08, 2009/10, 2010/11, 2011/12, 2012/13, 2013/14, 2014/15, 2015/16, 2016/17, 2024/25
- Обладатель Кубка Швейцарии (14): 1933, 1947, 1963, 1967, 1975, 2002, 2003, 2007, 2008, 2010, 2012, 2017, 2019, 2025
- Обладатель Кубка Швейцарской лиги: 1973

### Международные
- Обладатель Кубка Альп (3): 1969, 1970, 1981
- Обладатель Кубка Часов (13): 1969, 1970, 1978, 1979, 1980, 1983, 1986, 1988, 2003, 2006, 2008, 2011, 2013
- Четвертьфиналист Кубка европейских чемпионов: 1973/74
- Полуфиналист Лиги Европы УЕФА: 2012/13
- Полуфиналист Лиги конференций УЕФА: 2022/23

## Закреплённые номера
- 020 После сезона 2001/2002 Массимо Чеккарони закончил карьеру профессионального игрока, в «Базеле» он провёл всю свою карьеру. Защищал цвета клуба с 1987 по 2002 год. После окончания карьеры номер 2 был закреплен за ним.
- 120 Номер стал вакантным 1 июля 2008 года. В октябре того же года руководство клуба решило закрепить номер за болельщиками клуба[17].

## Тренеры клуба с 1990 года
|            | Тренер               | С               | По              |
| ---------- | -------------------- | --------------- | --------------- |
| Швейцария  | Марсель Коллер       | 2 августа 2018  | 31 августа 2020 |
| Швейцария  | Александр Фрай*      | 26 июля 2018    | 2 августа 2018  |
| Швейцария  | Рафаэль Вики         | 4 июня 2017     | 26 июля 2018    |
| Швейцария  | Урс Фишер            | 18 июня 2015    | 3 июня 2017     |
| Португалия | Паулу Соуза          | 1 июля 2014     | 17 июня 2015    |
| Швейцария  | Мурат Якин           | 15 октября 2012 | 17 мая 2014     |
| Германия   | Хайко Фогель         | 12 декабря 2011 | 15 октября 2012 |
| Германия   | Хайко Фогель*        | 13 октября 2011 | 11 декабря 2011 |
| Германия   | Торстен Финк         | 1 июля 2009     | 16 октября 2011 |
| Швейцария  | Кристиан Гросс       | 15 июня 1999    | 30 июня 2009    |
| Швейцария  | Марко Шаллибаум      | 15 мая 1999     | 14 июня 1999    |
| Швейцария  | Гай Матиз            | 1 января 1998   | 14 мая 1999     |
| Италия     | Сальваторе Андрачио* | 7 октября 1997  | 31 декабря 1998 |
| Германия   | Йорг Бергер          | 1 июля 1997     | 6 октября 1997  |
| Италия     | Сальваторе Андрачио* | 1 апреля 1997   | 30 июня 1997    |
| Швейцария  | Хайнц Херманн**      | 22 марта 1997   | 31 марта 1997   |
| Швейцария  | Карл Энгель          | 1995            | 1997            |
| Швейцария  | Клод Андрей          | 1993            | 1995            |
| Германия   | Фридель Рауш         | 1 июля 1992     | 30 июня 1993    |
| Швейцария  | Карл Одерматт        | 1992            | 1992            |
| Швейцария  | Бруно Рамен          | 1992            | 1992            |
| Германия   | Эрнест Кённеке       | 1990            | 1992            |

* Исполняющий обязанности.

** Играющий тренер.